# Jedlina-Zdrój Centrum
Jedlina-Zdrój Centrum – przystanek kolejowy w Jedlinie-Zdroju, w Polsce, w województwie dolnośląskim, w powiecie wałbrzyskim. Przystanek powstał w ramach rewitalizacji linii kolejowej nr 266 (dawna 285). Pierwotnie jego otwarcie planowane było na grudzień 2022 roku, lecz z powodu opóźnień termin przesunięto na czerwiec 2023 roku. Ostatecznie przystanek uruchomiono 24 czerwca tego roku. Początkowo był on obsługiwany jedynie w soboty i niedziele przez pociągi osobowe Kolei Dolnośląskich. Po zmianie rozkładu 10 grudnia 2023 roku zyskał codzienne połączenia.
Na przystanku znajduje się jeden peron jednokrawędziowy.